# Пъстри делфини
Пъстрите делфини (Cephalorhynchus) са род от семейство Делфинови (Delphinidae).

## Съществуващи видове
Родът се състои от четири вида:
| Име                    | Научно име     | Изображение | Разпространение |
| ---------------------- | -------------- | ----------- | --- |
| Делфин на Комърсон     | C. commersonii |             | Аржентина, Магелановия проток и около Огнена земя, и близо до Фолкландските острови, близо до островите Кергелен в южната част на Индийския океан |
| Чилийски пъстър делфин | C. eutropia    |             | бреговете на Чили |
| Делфин на Хевисайд     | C. hevisidii   |             | крайбрежието на северна Намибия на 17° южна ширина и на юг чак до южния край на Южна Африка                                                       |
| Делфин на Хектор       | C. hectori     |             | крайбрежните райони на Нова Зеландия |

Видовете в рода имат сходни физически характеристики – те са дребни, обикновено игриви делфини с тъпи носове – но се срещат в различни географски райони.